# Asparagus umbellatus
Asparagus umbellatus — вид рослин із родини холодкових (Asparagaceae).

## Етимологія
лат. umbella — «зонтик», atus — прикметниковий суфікс до іменників, що вказує на належність чи подобу; епітет натякає на суцвіття цієї рослини.

## Біоморфологічна характеристика
Це мінлива рослина, з неколючими, короткими і плоскими кладодіями. Суцвіття зонтикові. Листочки оцвітини 5–7 мм.

## Середовище проживання
Ендемік Макаронезії — Канарських островів (Тенерифе, Гран-Канарія, Ла-Пальма, Ла-Гомера та Ель-Йєрро) і Мадейри (на північно-східному узбережжі й о-вах Дезерташ).
На Канарських островах A. umbellatus ssp. umbellatus зустрічається на скелях і скелях в місцях проживання чагарників, а також у зонах ялівцевих і сухих лісів Laurisilva. На Мадейрі, крім природних місць існування, A. umbellatus ssp. lowei також культивується в садах як декоративна рослина.